# Třinácté patro
Třinácté patro (anglicky The Thirteenth Floor) je německo-americký sci-fi thriller z roku 1999 režírovaný Josefem Rusnakem. Vychází z knižní předlohy Simulacron-3, vědeckofantastického románu z roku 1964 amerického spisovatele Daniela F. Galouye o virtuálním městě.
Děj se odehrává v americkém městě Los Angeles, ve filmu se prolínají 3 časové roviny: roky 1937, 1990 a 2024.
V roce 2000 byl film nominován na cenu Saturn v kategorii nejlepší science fiction film za rok 1999, tu nakonec získal film Matrix.

## Herecké obsazení
- Craig Bierko jako John Ferguson (1937), Douglas Hall (1990) a David (2024)
- Armin Mueller-Stahl jako Grierson (1937) a Hannon Fuller (1990)
- Gretchen Mol jako Natasha Molinaro (1990) a Jane Fullerová (2024)
- Vincent D'Onofrio jako Jerry Ashton (1937) a Jason Whitney (1990)
- Dennis Haysbert jako detektiv Larry McBain
- Steven Schub jako detektiv Zev Bernstein
- Shiri Appleby jako Bridget Manilla
- Leon Rippy jako právník Jane
- Rif Hutton jako Joe
- Janet MacLachlan jako Ellen

## Děj
Hannon Fuller, vlastník bohaté společnosti zaměřené na vývoj softwaru, pracuje se svým zástupcem Douglasem Hallem na precizní virtuální kopii města Los Angeles z roku 1937. Sám do umělé reality vstupuje a testuje ji. Zjistí něco velmi znepokojivého a zanechá o tom zprávu svému kolegovi Douglasovi v umělé realitě krátce předtím, než je zavražděn.
Případu se ujímá detektiv LAPD Larry McBain. Hlavním podezřelým je Douglas Hall, na nějž nedlouho před svou smrtí Fuller převedl firmu. Samotný Hall má pochybnosti, naráží na podivné stopy. Nemůže si navíc vybavit, co dělal v ten den, kdy byl Fuller zavražděn. Setká se s Jane Fullerovou, dcerou Hannona, o níž dosud neměl ponětí, přestože s Fullerem dlouho spolupracoval a byli blízkými přáteli. Douglas se s Jane sblíží, ta mu prozradí, že ji otec kontaktoval, aby přijela a pomohla mu zavřít firmu. Hall je překvapen, něco takového netušil. 
Objeví se muž, jenž policii vypoví, že viděl Halla s Fullerem tu noc, kdy byl zavražděn. Douglas je zatčen a propuštěn poté, co mu poskytne alibi Jane. Je přesvědčen, že se ho Fuller snažil varovat a vydává se do umělé reality do roku 1937 pátrat po vzkazu. Objeví se zde v podobě úředníka Johna Fergusona. Dopis se vzkazem Fuller předal barmanovi noblesního podniku Jerry Ashtonovi. Ten si jej přečetl a zjistil tak šokující fakt, který si jel následně ověřit, totiž že jeho realita není skutečná. Postupoval podle pokynů v dopise. Zničený a frustrovaný Ashton napadne Halla a pokusí se jej zabít, Douglas vyvázne na poslední chvíli, podaří se mu z reality 1937 uniknout, resp. zachrání ho jeho přítel a spolupracovník Jason Whitney. 
Douglas se snaží nalézt Jane, po níž se slehla zem, a objeví její dvojnici, Natashu Molinaro, která pracuje jako prodavačka. Natasha jej nepoznává, ale Douglas je jí povědomý. Určité souvislosti začínají docházet i detektivu McBainovi, jenž je Hallovi neustále v patách.
Hall provede experiment, jenž popsal ve svém vzkazu Fuller – a rovněž zjistí deprimující věc: jeho Los Angeles roku 1990 je taktéž virtuální realita. Jane Fullerová vstupuje do roku 1990, aby hrála určenou roli, převzala kontrolu nad otcovou společností a uzavřela realitu 1937. Douglas Hall byl vymodelován podle jejího manžela Davida. Jane se do virtuálního Douglase Halla zamilovala, pozorovala ho již určitou dobu a všimla si jeho laskavosti a čestnosti. To neuniklo pozornosti Davida, jenž dokázal vstoupit do Hallovy fyzické podoby a spáchat vraždy. 
Jason Whitney se vydá do roku 1937 v roli Jerryho Ashtona, jenž unesl v kufru automobilu Johna Fergusona. Při policejní silniční kontrole je nešťastnou náhodou zabit (vstoupí do vozovky před nákladní automobil) a Whitneyovo tělo v roce 1990 převezme vědomí Ashtona. Jerry Ashton se v přetechnizované době stěží orientuje. Setká se s Hallem a chce vidět stroj, počítač, který jej stvořil. Douglas Hall ho bere do třináctého patra, kde se nachází hardware. Do Hallova těla pronikne David a Jerryho Ashtona zastřelí. Pokusí se zabít i Jane, ale tomu předejde detektiv McBain. Policista pak požádá Jane, aby odešla, odkud pochází, a nechala je svému osudu. Tím naznačil, že si je také vědom své „role“ a povahy prostředí roku 1990. 
Davidova smrt v Hallově tělu v roce 1990 umožnila Hallovu vědomí převzít kontrolu nad Davidovým tělem v roce 2024. Tady Hall najde Jane a jejího otce ve futuristicky laděném Los Angeles. Film končí v momentě, kdy se závěrečná scénka s happy endem vypne jako televizní obrazovka. 

## Citáty
„Říkají, že nevědomost je požehnání. Poprvé v životě s tím musím souhlasit. Přál bych si, abych nikdy nebyl přišel na to, jaká je pravda. Jsem si jistý, že to jednou určitě zjistí a pak se mě budou snažit umlčet.“ (úvod dopisu Hannona Fullera)